# Membro del Senedd
I membri del Senedd (in gallese: Aelodau o'r Senedd o ASau) sono i rappresentanti eletti al Parlamento gallese (Senedd Cymru). In totale sono 60, di cui 40 sono scelti per rappresentare un singolo collegio elettorale del Senedd e 20 sono scelti per rappresentare le cinque regioni elettorali in Galles.
Ogni persona in Galles è rappresentata da cinque membri del Senedd: uno per il proprio collegio elettorale (l'area locale in cui vive) e altri quattro per la propria regione. Le cinque regioni elettorali del Galles sono Mid and West Wales, North Wales, South Wales Central, South Wales East and South Wales West.
Prima del maggio 2020, i titolari di questo ufficio erano membri dell'Assemblea o AM (in gallese: Aelodau'r Cynulliad o ACau).

## Storia
La funzione di membro dell'Assemblea è stabilita ai sensi del Government of Wales Act 1998 del 31 luglio 1998, che consente la creazione di istituzioni devolute gallesi, in particolare l'Assemblea nazionale per il Galles.
La solenne apertura della prima legislatura dell'Assemblea è stata celebrata il 26 maggio 1999 dalla regina Elisabetta II e dal principe di Galles in seguito alle prime elezioni tenutesi il 6 maggio 1999. Non ha acquisito le responsabilità del Segretario di Stato per il Galles e dell'Ufficio per il Galles fino al 1º luglio 1999.
A seguito dell'adozione del Wales Act 2017 (31 gennaio 2017), che le consente di determinare il proprio nome, l'Assemblea nazionale per il Galles ha espresso nel novembre 2018 il suo desiderio di potersi chiamare "Parlamento gallese" (Welsh Parliament in inglese e Senedd Cymru in gallese), modifica del nome apportata il 6 maggio 2020 ai sensi del Senedd and Elections (Wales) Act 2020.

## Metodi di elezione
I membri dell'Assemblea vengono eletti in due modi:
- secondo un sistema maggioritario first-past-the-post dove un candidato si presenta per circoscrizione (constituency);
- secondo un voto a "membro aggiuntivo" in un turno (additional member system) per regione elettorale (electoral region).

40 sono eletti come membri del collegio elettorale e 20 sono eletti come membri aggiuntivi, 4 da ciascuno delle 5 regioni elettorali. Questo sistema di membri aggiuntivi produce una forma di rappresentanza proporzionale per ciascuna regione.

## Legislature
| Legislatura | Elezione       | Mandato                        | Presidenza         |
| ----------- | -------------- | ------------------------------ | ------------------ |
| I           | 6 maggio 1999  | 7 maggio 1999 — 30 aprile 2003 | Dafydd Elis-Thomas |
| II          | 1º maggio 2003 | 2 maggio 2003 — 2 maggio 2007  | Dafydd Elis-Thomas |
| III         | 3 maggio 2007  | 4 maggio 2007 — 31 marzo 2011  | Dafydd Elis-Thomas |
| IV          | 5 maggio 2011  | 6 maggio 2011 — 5 aprile 2016  | Rosemary Butler    |
| V           | 5 maggio 2016  | 5 maggio 2016 — 6 maggio 2021  | Elin Jones         |
| VI          | 6 maggio 2021  | dal 6 maggio 2021              | Elin Jones         |